# Tourlaville
Tourlaville ist eine Ortschaft und eine Commune déléguée in der französischen Gemeinde Cherbourg-en-Cotentin mit 15.965 Einwohnern (Stand 1. Januar 2022) im Département Manche in der Region Normandie.
Die Gemeinde Tourlaville wurde am 1. Januar 2016 mit Cherbourg-Octeville, Équeurdreville-Hainneville, La Glacerie und Querqueville zur neuen Gemeinde Cherbourg-en-Cotentin zusammengeschlossen.

## Geografie
Tourlaville liegt am Ärmelkanal und vor den Toren des Val de Saire im Département Manche. Die Gemeinde Tourlaville gehörte zur CUC (Communauté urbaine de Cherbourg).

## Toponymie
Tourlaville leitet sich aus der französischen Endung -ville und aus dem skandinavischen Namen Thorlakr ab.
Tour- hat mit dem französischen tour (dt. Turm) nichts zu tun.

## Partnerstadt
Seit dem 19. Juli 1967 ist die niedersächsische Kreisstadt Northeim Partnerstadt von Tourlaville.

## Sehenswürdigkeiten
- Kirche Notre-Dame de Tourlaville
- Château des Ravalet
- La maison du littoral et de l'environnement (Das Haus der Küste und der Umgebung)

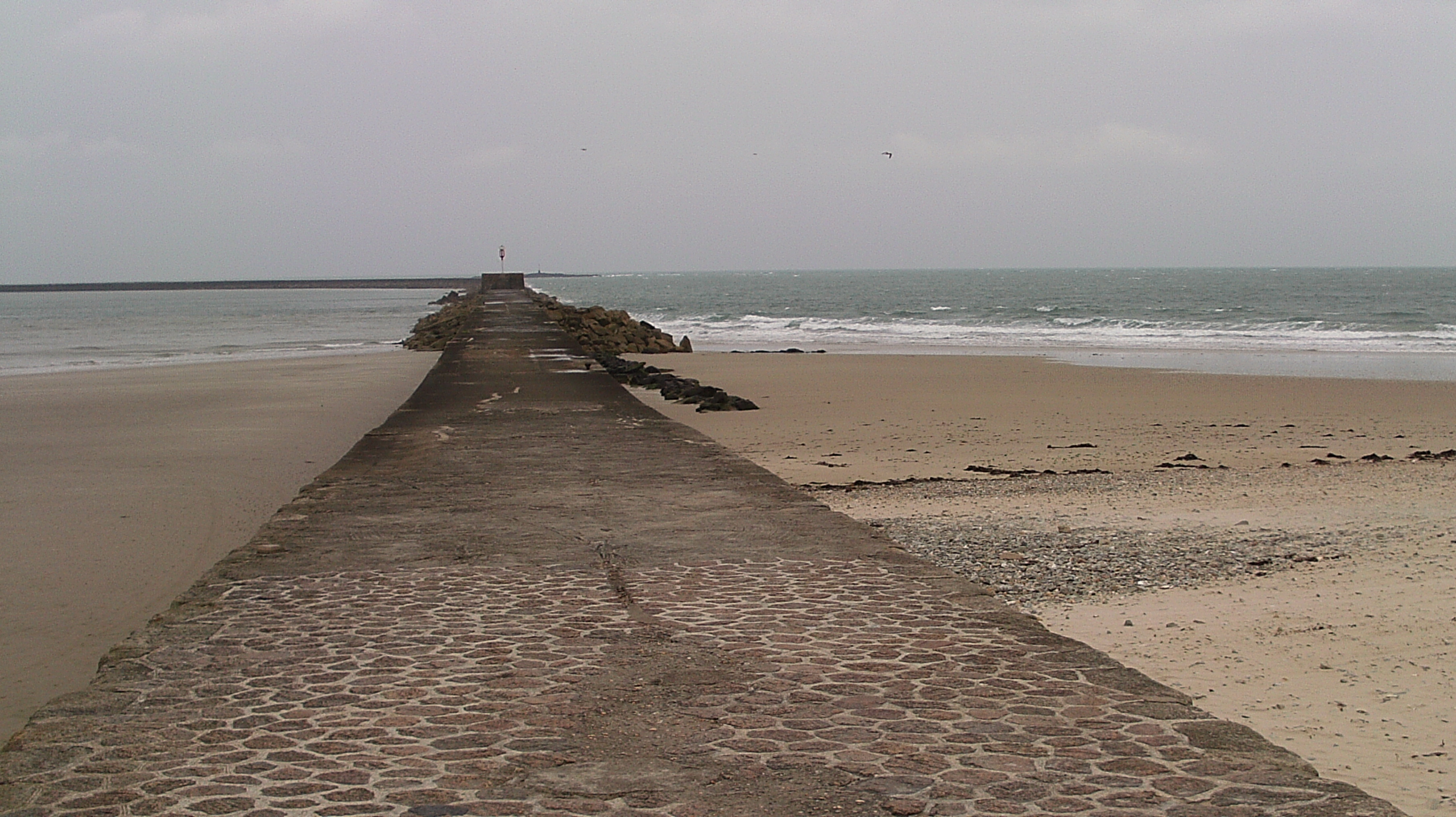
Strand von Collignon

- Strand von CollignonDer Strand von Collignon

## Wirtschaft
Hier befindet sich ein Zweigwerk der CMN-Werft.